# 가디언
《가디언》(The Guardian, 1959년까지는 The Manchester Guardian)은 1821년 창간된 영국의 신문이다. 진보 성향의 대표적인 영국 유력지 중 하나로 보수 성향의 또 다른 영국 유력지인 《타임스》와 대척점을 이룬다. 매주 월요일부터 토요일까지 베를리너 판형으로 발행되며, 런던과 맨체스터에 본사를 두고 있다.
《가디언 위클리》는 4개 신문의 집약판으로 전 세계에서 발행된다. 여기에는 《가디언》과 매주 일요일 발행되는 자매지인 《옵저버》의 기사들, 워싱턴 포스트의 기사, 연재물 및 서평, 그리고 프랑스 신문 르몽드의 영어 번역 기사가 실린다.
《가디언》은 2009년 1월 평균 358,844부의 발행 부수를 기록했으며 이것은 2008년 1월에 비해 5.17% 감소한 것이다. 또 다른 유력 일간지인 데일리 텔레그래프는 842,912부, 타임즈는 617,483부, 그리고 인디펜던트는 215,504부를 기록했다.
한편 가디언 미디어 그룹은 웹사이트(guardian.co.uk)도 운영하고 있다.

## 사설 면
| “                                          | Opinions are free... But facts are sacred. 의견은 자유롭게... 진실은 신성하게. | ” |
| — C.P. 스콧 맨체스터 가디언 편집장, 1921년 |                                                                                |   |

## 가격
《가디언》은 월요일부터 금요일까지는 90 페니 (영국), 토요일에는 1.7 파운드에 판매된다.